# Fionoidea
Fionoidea zijn een superfamilie van weekdieren uit de klasse van de Gastropoda (slakken).

## Families
- Abronicidae Korshunova, Martynov, Bakken, Evertsen, Fletcher, Mudianta, Saito, Lundin, Schrödl & Picton, 2017
- Apataidae Korshunova, Martynov, Bakken, Evertsen, Fletcher, Mudianta, Saito, Lundin, Schrödl & Picton, 2017
- Calmidae Iredale & O'Donoghue, 1923
- Cumanotidae Odhner, 1907
- Cuthonellidae M. C. Miller, 1977
- Cuthonidae Odhner, 1934
- Embletoniidae Pruvot-Fol, 1954
- Eubranchidae Odhner, 1934
- Fionidae Gray, 1857
- Flabellinidae Bergh, 1889
- Murmaniidae Korshunova, Martynov, Bakken, Evertsen, Fletcher, Mudianta, Saito, Lundin, Schrödl & Picton, 2017
- Paracoryphellidae M. C. Miller, 1971
- Pinufiidae Er. Marcus & Ev. Marcus, 1960
- Samlidae Korshunova, Martynov, Bakken, Evertsen, Fletcher, Mudianta, Saito, Lundin, Schrödl & Picton, 2017
- Tergipedidae Bergh, 1889
- Trinchesiidae F. Nordsieck, 1972
- Unidentiidae Millen & Hermosillo, 2012

### Synoniemen
- Coryphellidae Bergh, 1889 => Flabellinidae Bergh, 1889
- Dotoidae => Dotidae Gray, 1853
- Nossidae Odhner, 1968 => Flabellinidae Bergh, 1889
- Unidentidae Millen & Hermosillo, 2012 => Unidentiidae Millen & Hermosillo, 2012